# Rendezvous pitch maneuver

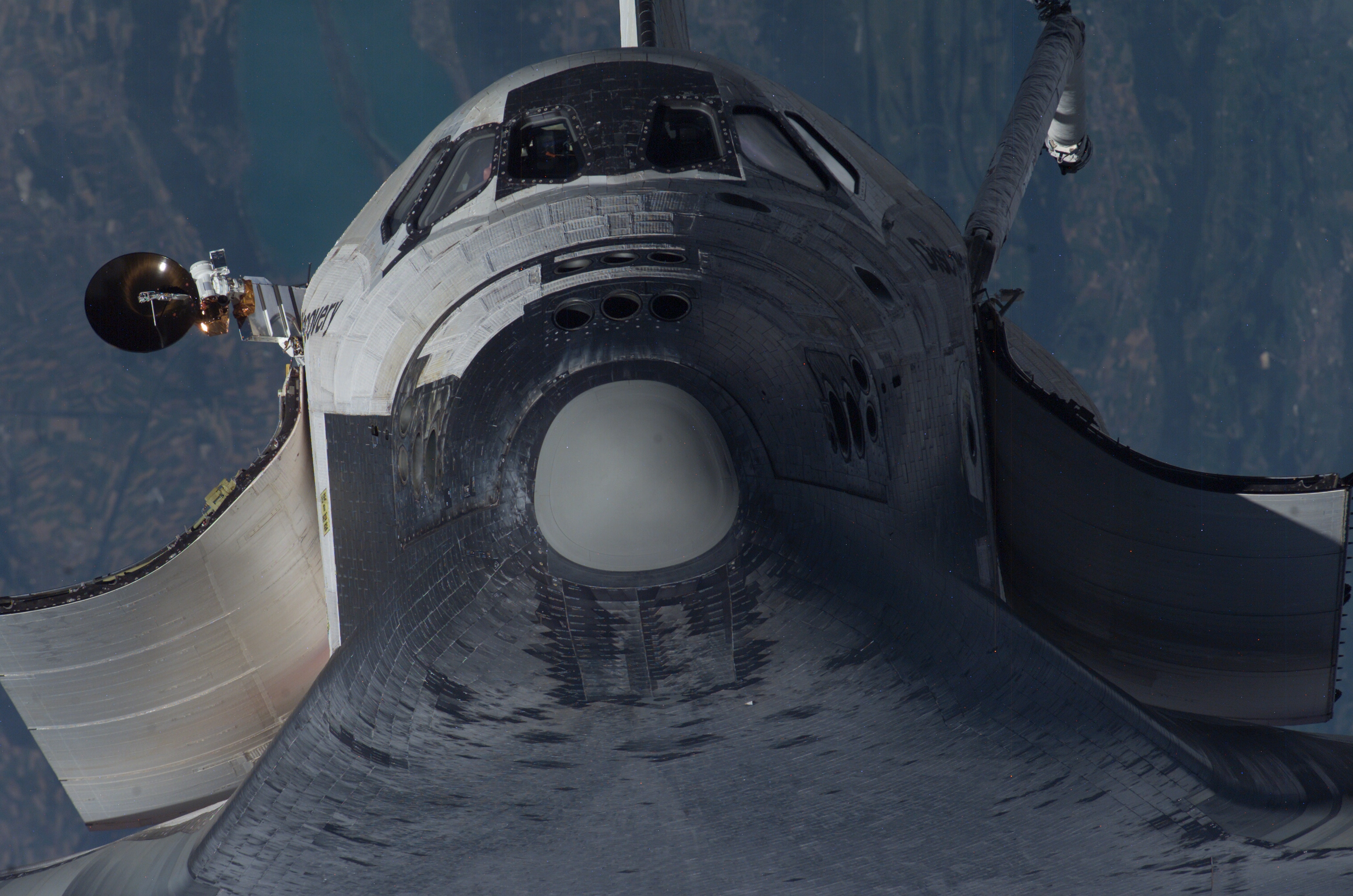
Space Shuttle Discovery compie una rendezvous pitch maneuver durante STS-114.

La  R-bar pitch maneuver (RPM), generalmente chiamata  rendezvous pitch maneuver, è una manovra compiuta dallo Space Shuttle durante il rendezvous in avvicinamento alla Stazione spaziale internazionale (ISS) prima dell'aggancio. Lo Shuttle fa un giro completo su sé stesso per rendere visibile lo scudo termico all'equipaggio della stazione che provvederà a fotografarlo. Le foto verranno poi spedite al centro di controllo a terra. In base a queste informazioni e a quelle prese durante la fase di ascesa, i tecnici del controllo missione potranno decidere se l'orbiter è sicuro o no per il rientro nell'atmosfera. Se vengono identificati dei problemi, si provvederà a decidere se mandare una missione di salvataggio o tentare una riparazione con un'attività extraveicolare per riparare lo scudo termico e rendere sicuro il rientro dell'orbiter.